# Góra Wszystkich Świętych

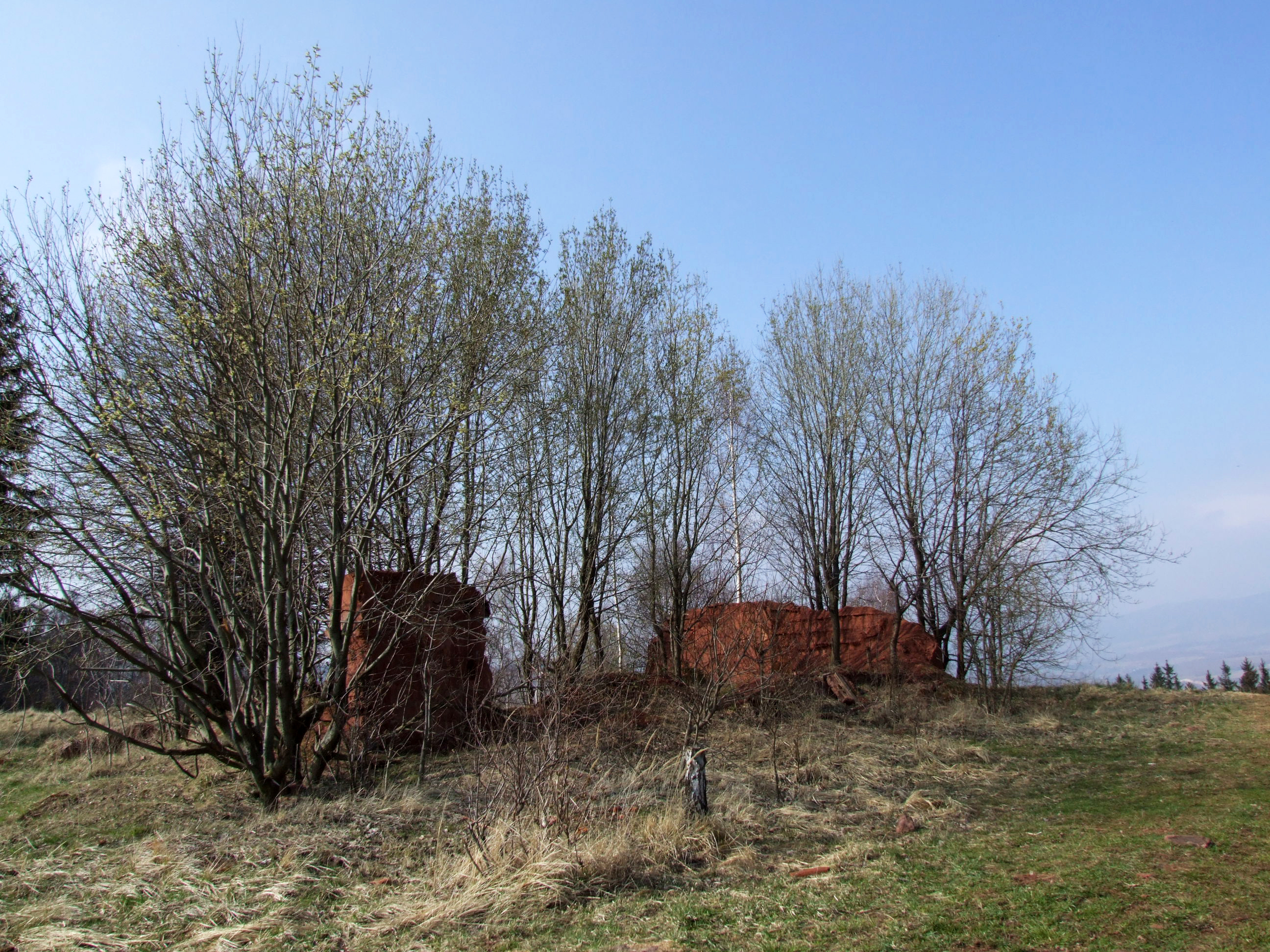
Ruiny Lukasbaude

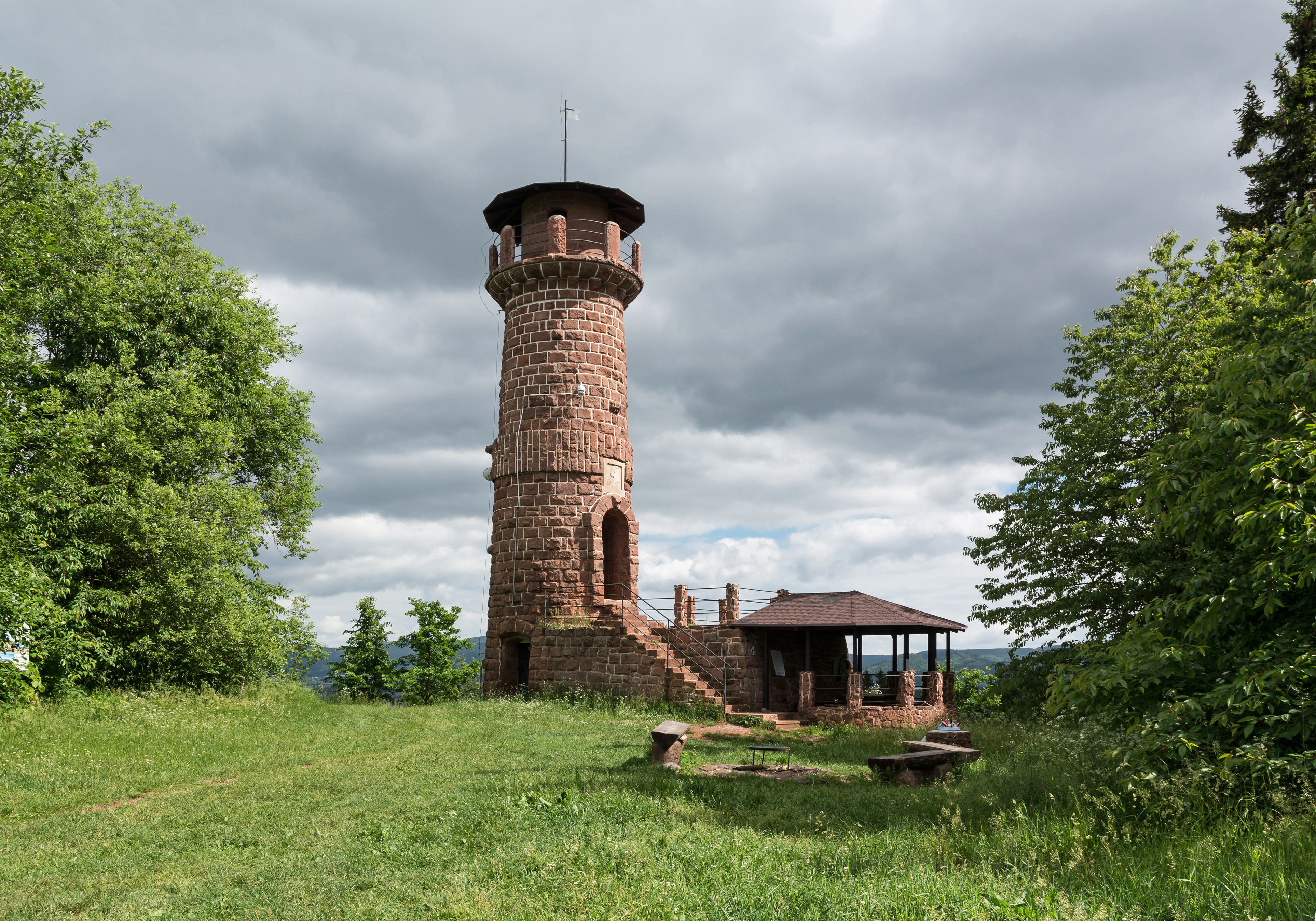
Wieża widokowa Moltketurm z 1913

Góra Wszystkich Świętych (niem. Allerheiligen Berg; 648 m n.p.m.) – szczyt z punktem widokowym w Sudetach Środkowych w paśmie Wzgórz Włodzickich.

## Położenie i opis
Wzniesienie położone jest niedaleko Słupca, w północno-środkowej części Wzgórz Włodzickich, na południowy wschód od centrum Nowej Rudy.
Jest to kopulaste wzniesienie o dość stromych zboczach, z wyraźnie zaznaczonym, odsłoniętym wierzchołkiem, w większości pokrytym łąkami. Zbocza poniżej szczytu porastają niewielkie lasy mieszane z przewagą drzew liściastych oraz zagajniki. Na szczycie znajduje się kamienna, okrągła wieża widokowa o wysokości około 15 m, wzniesiona w 1913 roku przez Kłodzkie Towarzystwo Górskie z miejscowego, czerwonego piaskowca, z której rozciąga się piękny widok na: Góry Sowie, Góry Suche, Góry Bardzkie, Góry Stołowe, Góry Bystrzyckie, Kotlinę Kłodzką i Masyw Śnieżnika. Nad wejściem wieży znajduje się płaskorzeźba feldmarszałka Helmuta Karla von Moltkego, który został patronem tej budowli – Moltketurm. Jej poprzedniczką była miniwieża z 1889, o wysokości 2,8 metra. W latach 80. XX wieku zaczęła niszczeć – zawalił się balkonik oraz schody. W ostatnich latach odremontowana, jest znowu dostępna dla turystów.
W przeszłości obok wieży istniało także niewielkie schronisko turystyczne – Lukasbaude (pisane także jako Lucas-Baude), z kilkoma miejscami noclegowymi. Niewielki obiekt z płaskim dachem został, jak większość tego typu budynków po 1945 zdewastowany i przestał istnieć. Do dzisiaj pozostały ruiny ścian.
Szczyt zaliczany do Odznaki „Korona Nowej Rudy”, inne to:
- Góra św. Anny 647 m n.p.m.
- Krępiec 645 m n.p.m.
- Sokoli Garb 615 m n.p.m.
- Wilkowiec 598 m n.p.m.
- Bogusza 539 m n.p.m.
- Ruda Góra 516 m n.p.m.[3]

## Szlaki turystyczne
- Kościelec – Góra Wszystkich Świętych – Góra Świętej Anny – Przełęcz pod Krępcem – Nowa Ruda – Pisztyk – Włodzicka Góra – Świerki Dolne – Kompleks Gontowa – Sokolec – Schronisko Sowa – Wielka Sowa,
- Główny Szlak Sudecki ze Słupca do Ścinawki Średniej[1].